# 軒轅劍伍 一劍凌雲山海情
《軒轅劍伍 一劍凌雲山海情》是大宇資訊發行，旗下DOMO小組 (大宇資訊台北總部研發一部) 開發的角色扮演遊戲，於2006年8月4日在台湾發行，2006年10月20日在中国大陆发行。以劇情內容與官方說法，此作與《軒轅劍外傳 漢之雲》、《軒轅劍外傳 雲之遙》並稱「軒轅劍伍系列三部曲」，《軒轅劍伍 一劍凌雲山海情》為此系列之首部曲，時間順序接在《軒轅劍外傳 漢之雲》之後，為系列之末。

## 简介

### 特色
軒伍的世界觀一改以往，改為以古籍《山海經》為主軸，完全架空沒有歷史背景的設定（事实上玩家一直在推测其发生年代，不乏论据充实的考证，最後於漢之雲中確認其年代為三國後期左右，曹叡逝世不久後）。遊戲中展示了十多個風格各異的山海界國家。遊戲去除了以往的練妖和天書系統，新增了「士氣」、「多人隊伍」等系統。畫面則採用了與《軒轅劍網路版2代：飛天歷險》相同的遊戲引擎。故事上則著重主角陸承軒這個平凡人物的心靈成長，此點上得到不少玩家的讚賞。
与往作集成使用前作一些优良配乐不同，轩辕剑伍的配乐绝大部分原创（除了两首战斗乐曲）。其中两首丝竹乐曲：《亘古的思念》、《陆承轩》。被广泛称赞。

#### 队伍
本作的队伍系统较前作有较大变化，分为前锋，后卫，备用队三种。前锋和后卫各四人，可以相互交换。战斗是一般是前锋遇敌，也有少数时候出现「遇袭」情况，就是后卫遇敌。战斗中，可以用一个回合来交换一名队员。在一个特定场景「本阵」中，可以交换备用队员。

#### 性情和士氣
游戏共有十种性情（温柔、情义、热血、高傲、胆小、冷静、狡猾、勇猛、愚钝、善变），每位角色有其中一种。性情的作用在于在一定士气或战斗情况下，可以触发一个特定动作，狡猾性格的在战斗中会忽略玩家指令，自动挑选血量最少的敌人攻击。而士气在战斗中敌我双方各有一个，按照一定规则进行加减，最高为“高涨”，最低为“低迷”，两种情况对战斗都有较大影响。

### 操作和介面
操作性上一向被認為是本作最糟糕的部分：本作雖號稱支援全鍵盤，但操作選單的介面切換卻不完全支援鍵盤；號稱支援全滑鼠，但點擊NPC的時候卻容易被卡住或者是判斷錯誤（但在推出更新檔1.03之後，雖有殘存但已鮮少發生）。同時在安裝了更新檔以前，當機跳出頻率是各代之冠，也是讓很多玩家無法給予軒轅劍五高評價的原因之一（但在更新檔1.03之後，雖還是不時有當機跳出的現象，但已極少發生，可說是改善許多）。而推出更新檔1.04、1.04a後，不但取消StarForce光碟保護，也修正修改win7相容性後部分介面功能無法使用鍵盤操作的問題。
本作的選單界面中將裝備、狀態、技能檢視、物品檢視、神魔異事錄、任務檢視全部整合到「檢視」一欄，物品使用、技能使用則整合到「使用」一欄，並刪除了前作中類似天書，煉妖壺的大系統，角色装备项目也減為武器、防具與飾品三個類別。

## 本作中關於軒轅劍的來源
由於軒轅劍貳中提到「軒轅劍是黃帝為了封印蚩尤，聽取昆侖山眾仙的意見，採取精鐵上萬斤，黃銅五千斤，以及各種珠寶，化煉而成，而軒轅劍第一任持有者是軒轅劍俠，且在故事開始前17年前失蹤」，而軒轅劍參以後卻稱軒轅劍為天界眾神賜與黃帝，前後設定分別發生「人鑄」或「天鑄」之矛盾情形，網路上亦曾引起過一番討論。故編劇吳欣叡曾在本作中試著給予能同時滿足雙方的圓滿解釋，因此本作中設定為「軒轅劍是天神女魃為了自己的愛人黃帝而偷來的天界之劍，在黃帝對蚩尤之戰中折斷，之後兩人將其以精鐵上萬斤，黃銅五千斤重鑄，並命名為軒轅劍」。外傳《雲之遙》的〈蘭茵篇〉並提及，劍內因此帶著黃帝的劍氣，和天女的劍氣。

## 剧情

### 故事概要
遊戲講述一個人間（遊戲中稱「軒轅界」）少年陸承軒（上古神器「昊天塔」轉世）因精神失控，殺死自己父母而被同族人驅趕，最后絕望想跳崖自盡，此時「皇甫暮雲」（軒轅劍轉世）用盤古斧打開軒轅界與「山海界」的通路，陸承軒墜入其中。此后三月，皇甫暮云教主角一些基本劍術，并以要事在身為由，暫時離開主角。遊戲自此開始。因山海界天氣逐漸炎熱，毛民國民四處覓食，主角擔心皇甫暮雲被當作食物抓走，便懇求他先前救過的毛民「福」幫助，福出于感恩，替他帶路，去毛民國牢房一探究竟。途中遇到同來營救朋友的「女子國」二國主「夏柔」（上古神器「東皇鐘」轉世）。牢房關押的就是夏柔即將被當作祭品的「青龍國」朋友「莫耶」。福因為幫助外人，被迫離開國家，跟隨主角。莫耶認為主角身上有某種潛質，能與青龍國聖物「聖宇盤」發生感應，是「聖者要找的人」（之前夏柔也被認為如此），而要求主角一同去見聖者。途經「氐人國」，將想去青龍國尋找藥材救妻子的「玄武國」寒洛收入隊中。
一行人來到青龍國，聖者通過測驗確定夏柔才是正確人選，並告訴眾人，天氣變熱是因為「朱雀國」想統治山海界，要破除上古封印，放出朱雀聖獸所導致。要眾人去尋找可以再度封印神獸的二十八顆「星曜石」（按二十八星宿命名）。
途徑玄武國，得知寒洛伯父勾結朱雀國，篡奪王位。實質是朱雀國企圖將戰線推進。寒洛隨同主角趕往女子國，請求援兵。在與白虎國，氐人國的幫助下，朱雀國戰敗而逃。白虎國決定乘勝追擊，眾人來到戰爭前線。在得知了戰爭真相後，主角決定直接潛入朱雀國。在地下宮殿中，發現朱雀帝正在釋放被封印的朱雀聖獸。在眾人與朱雀帝斗的兩敗俱傷的時候，一名青衣女子（青魅）出現，帶走了朱雀聖獸。原來，青龍聖者口中所說會帶來天候異變的妖物並非朱雀聖獸，朱雀聖獸只是被這名青衣女子利用來解開自己的封印。
為了復仇，青魅在獲得真身（天女魃，具旱魃之身）之後將青龍，白虎，朱雀，玄武四國全部毀滅，並揚言在毀滅山海界後還將繼續毀滅軒轅界。主角在前代神工的幫助下，來到山海界中央地帶。打敗了天女魃（青魅），并讓天女認識到自己的怨恨起于一場誤解。最後天女魃自願接受封印。
原來涿鹿之戰的時候，天女深愛黃帝，為了幫助他戰勝蚩尤，她從天界偷來了軒轅劍，并為之消耗了自己的力量，導致戰爭結束后，天女魃的體熱使一個地區乾旱不斷。黃帝為了整個軒轅界子民，用東皇鐘創造了新天地，忍痛將天女魃與戰敗的炎帝部落一同移進去。然而，青龍，白虎，朱雀，玄武因天女助黃帝打壓炎帝子嗣之名也驅趕了她，並將她封印，從此天女魃誤以為自己付出全部卻得到這樣下場，決心向炎黃子孫復仇。
主角經歷的山海界國家依次是：毛民國、氐人國、一目國、周饒國、青龍國、玄武國、女子國、白虎國、白民國、長股國、厭火國、朱雀國、奇肱國。

### 角色
主要角色
- 陆承轩（個性：情義）

游戏主角，上古十神器中的昊天塔轉世，為三國時代吳國人，他由于体内暗藏自己不能控制的力量，时常精神失常，亦因为此杀死了自己的父母，被乡里视为妖物，他也因此失去活的勇气。后被皇甫暮云救下带到山海界，依然十分沮丧，没有自信。游戏之中，在同伴的帮助及经历重重磨砺之后，逐渐恢复自信，正视自己的能力。因为游戏女主角夏柔对他始终称以“陆兄弟”，因而他也被玩家认为是轩辕剑系列少數没有被爱情光顾的男主角。
由於造型平凡、個性平凡，因此在網路上，甚至連漫畫版作者易水翔麟都戲稱他為「路人軒」，有鑑於此，陸承軒在漫畫版，多了一份內心的期許與主動，也更常被莫耶揶揄。
- 夏柔（個性：溫柔，配音：詹雅菁(漢之雲動畫配音)）

山海界中女子國的二國主，上古十神器中的東皇鐘轉世。為人十分有禮貌，有著能與山川草木對話的能力。在一次要從毛民國救出莫耶的過程中，與男主角陸承軒相識，此後便一起結伴旅行。遊戲中的醫療能力十分高強。後成為山海界的青龍聖者繼承者，在皇甫暮雲（朝雲）的最後請求下，帶著軒轅劍回到軒轅界和也已逝去許久的耶亞希相見。
- 莫耶（個性：熱血）

青龍族人之一，受青龍聖者之託帶著聖宇盤尋找下一任聖者人選，個性純真，是遊戲中的嚮導也是隊伍中的開心果。
- 寒洛（個性：勇猛）

玄武國世子，本對國家大事有著興趣，但在提議接連被父親否決之後漸生厭惡，之後和玄海守備隊長知天的姊姊知盈交往，並且陷入熱戀，但家人卻不滿寒洛的舉動， 結果兩人私奔，卻造成知盈失去視力，憤怒的他決定再也不管玄武國之事。以莫耶的形容，寒洛是個「沉默寡言時超帥」的男子漢。

### 其他角色
- 福（個性：愚鈍）

毛民國戰士，因為陸承軒對他有救命之恩，單純質樸的他幫助外人而跟著陸承軒離開國家。
- 臨月（個性：冷靜）

氏人國民，因幫助醫治夏柔興起外出闖蕩的念頭，想雲遊天下、四處學習。
- 子大暑（個性：情義）

周饒國王子，和寒洛不同，他十分熱愛自己國家，在國民受到生命威脅時也會挺身而出。
- 麥星（個性：狡猾）

奇肱民，男性，為神丁的徒弟，因為製作的飛行器撞上建木而誤打誤撞加入主角行列。
- 海大胖（個性：膽小）

一目民，對於外界既害怕又好奇，在一次意外事件被主角等人所救，要求加入以得安全。
- 符驗（個性：冷靜）

白虎國民，因病喪失戰力，給他治療解藥後加入。
- 阿迭多（個性：善變）

白民國民。
- 骨旋（個性：熱血）

長股國民。
- 少微（個性：善變）

朱雀國女戰士，與主角戰鬥後失憶，加入主角的行列。
- 坎瑟兒（個性：高傲）

厭火國少年，在戰爭中失去親人，因而變得性格偏激。
- 卡洛洛（個性：愚鈍）

魚人族，女性，為了幫自己與魚人王找一個安穩的家而加入主角的行列。

### 重要角色
- 青龍聖者

山海界中的賢者，因為施行星曜法陣而逐漸失去靈力，因此正急著尋找下一任繼承者。
實際上是青魃的「靈」。
- 皇甫暮雲

本為軒轅劍轉世，是救了陸承軒的人物，來到山海界的目標是為了完成上古時代黃帝姬軒轅的願望。擁有運布成劍的強大劍術。在《汉之云》的故事中，他在来山海界之前与其兄皇甫朝雲决斗并身死，二人合成一人，但以其兄皇甫朝雲为主。在山海界时，皇甫朝雲处于沉睡状态身体由皇甫暮雲控制。之前皇甫朝雲与耶亚希约定终生，最后皇甫暮雲自杀，二人的身体变回轩辕剑原形，而皇甫暮雲的靈魂離開軒轅劍隨著天女一起被封印，但夏柔仍然带着轩辕剑让皇甫朝云的灵体与未婚妻耶亚希相见。在《雲之遙》的〈五丈原暮雲篇〉故事中，則是暮雲擊敗兄長後，伴隨著蘭茵的魂魄一同前往山海界。
- 青魅／天女魃（配音員：賀世芳，僅收錄於《軒轅劍伍》原聲帶）

為黃帝的戀人，原為天女，為了黃帝，她從天界中偷了天界之劍給黃帝使用，在黃帝不慎毀壞天界之劍後，她與黃帝共同利用自身之力重鑄，但也耗盡了她的靈力，於是她的體熱不斷冒出，甚至影響了整個世界，黃帝只得忍痛將其放逐至山海界，而她也在炎帝的舊部屬(即青龍、白虎、朱雀、玄武四國)的攻擊下被封印，對於她耗盡所有元神卻換來如此下場而使她仇恨整個世界。而根據神話傳說，旱魃是天神。

## 漫畫版
本作的漫畫版由漫畫家易水翔麟編繪，總共出版五集。

### 與遊戲設定的不同點
登場角色部分
角色的描繪集中在陸承軒、夏柔、莫邪、寒洛、皇甫暮雲和天女青魃身上，其他在遊戲中登場甚至是可成為隊友的角色不是未登場就是成為了路人。
- 陸承軒

故事中的陸承軒對於山海界中的各種事件有更多心路歷程。
- 夏柔、莫邪、寒洛

三人在漫畫中的性格和描寫與遊戲版無異。
- 皇甫暮雲

在漫畫中的設定裡雖然仍是軒轅劍轉世，但其兄皇甫朝雲於漫畫的台詞中似乎並非同樣是軒轅劍轉世，而只是他單純在軒轅界中的兄長。
- 毛民福

漫畫中是因為被主角群拯救而加入隊伍，於第三集中離隊。
- 臨月、子大暑

漫畫版中臨月有醫治過夏柔，但沒有加入隊伍；和子大暑於第二集後未再登場。
- 麥星

漫畫版中於玄武營地遭襲擊事件後暫時消失，於第五集中再次登場，但未加入隊伍。
- 符驗

漫畫中則是白虎同盟派過來的幫手，因為以前生病的原因所以才練武的，然後切磋武藝時無法收放自如而被同僚嫌棄；在漫畫版中，也因為符驗的關係而解除了夏柔暗殺白虎侯的誤會。
- 少微

漫畫版中有登場，但沒有加入隊伍；第五集中在與炎將們一起追逐皇甫暮雲和青魃時，被青魃所殺。
- 青龍尊者

遊戲中最後被天女融收後消失，隨著天女一同被封印，漫畫版中則是修改成天女封印前最後一刻看到莫邪後再度將自己的靈(青龍尊者)分離出來，成為最後沒被封印的天女意識。
設定部分
劇情走向部份
本作的劇情走向偏向隱藏結局，不過，本作中因為皇甫暮雲的關係，玄武國並沒有被青魃所毀。